# Heppenheim (Bergstraße)
Heppenheim is een plaats in de Duitse deelstaat Hessen. Het is de Kreisstadt van de Kreis Bergstraße. De stad telt 26.218 inwoners.

## Geografie
Heppenheim heeft een oppervlakte van 52,14 km² en ligt in het centrum van Duitsland, iets ten westen van het geografisch middelpunt.
Heppenheim is een wijnstadje dat ligt op de Hessische Bergstraße, een wijnbouwgebied dat zich uitstrekt tussen Darmstadt en Wiesloch.

## Geboren
- Marianne Cope (1839-1918), heilig verklaarde Duits-Amerikaanse kloosterzuster
- Horst Antes (1936), beeldhouwer, graficus en kunstschilder
- Sebastian Vettel (1987), Formule 1-coureur
- Karla Borger (1988), beachvolleyballer

## Bezienswaardigheden
- De katholieke parochiekerk St. Peter is een neogotische kerk die tussen 1900 en 1904 werd opgericht. De kerk wordt in de volksmond de 'dom van de Hessische Bergstraße' genoemd.
- De marktplaats wordt afgezoomd door een aantal grote vakwerkhuizen zoals het Rathaus.
- Starkenburg is een hoogteburcht die in 1065 ter bescherming van de Abdij van Lorsch werd gebouwd.

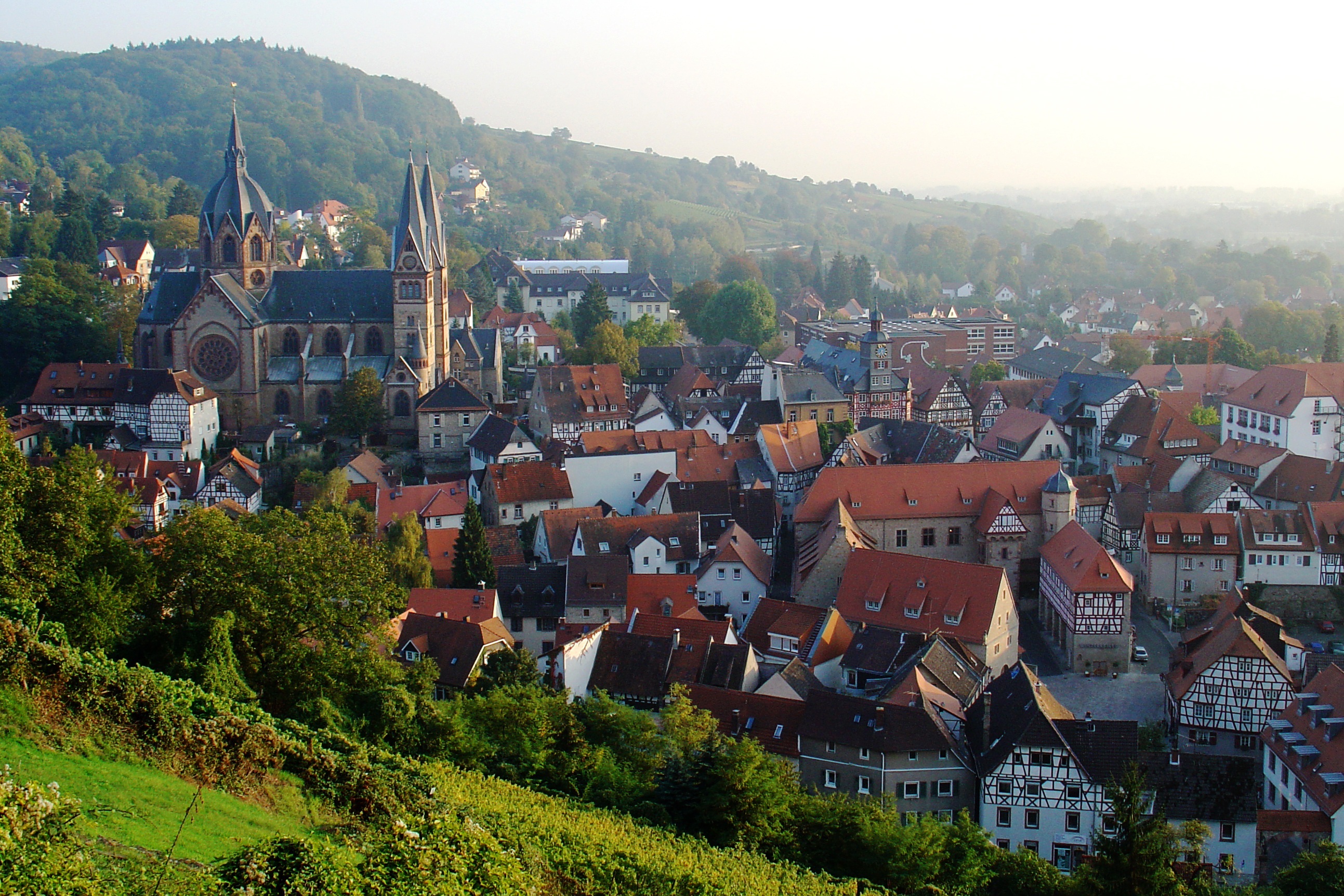
Heppenheim

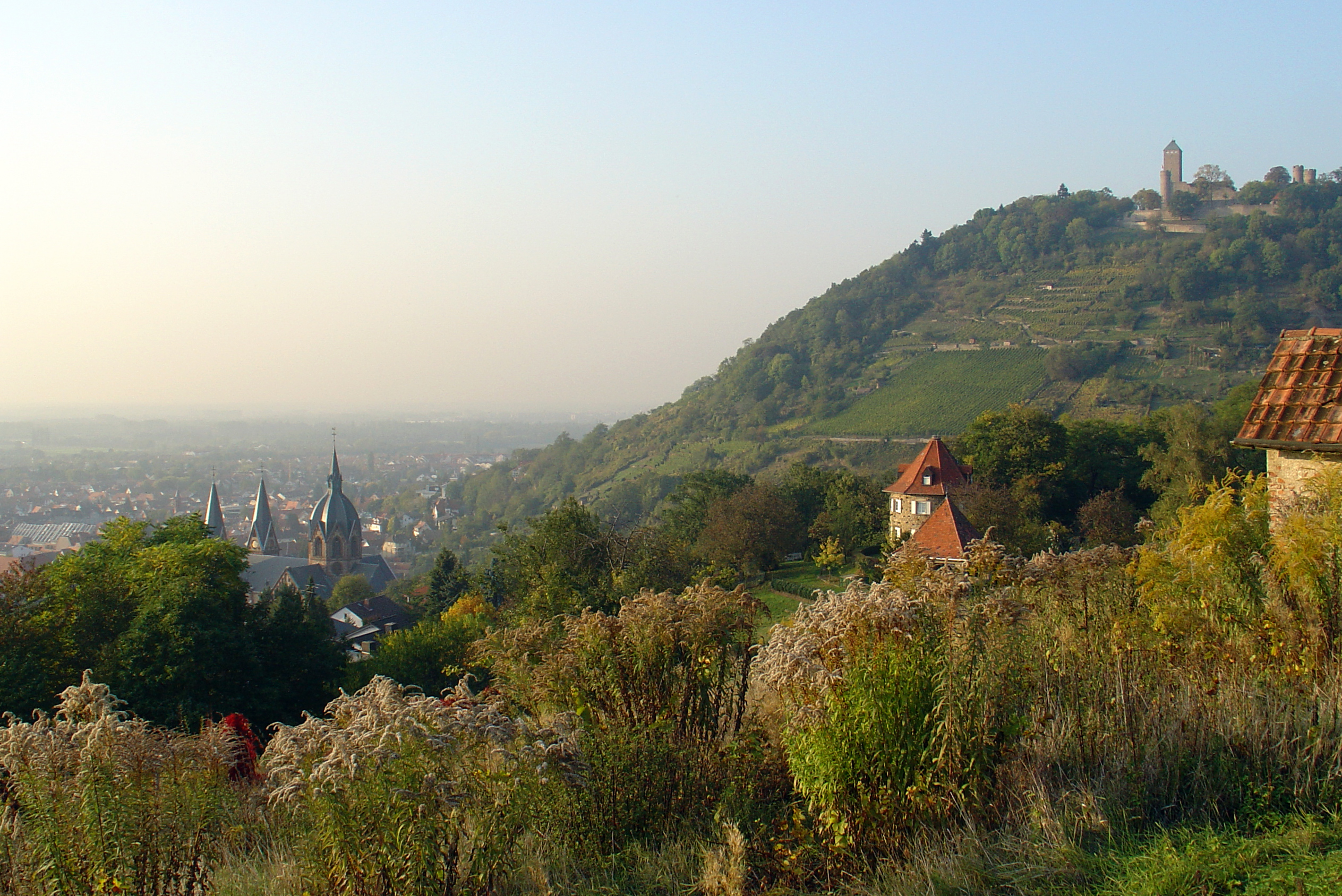
Heppenheim

Abtsteinach ·
Bensheim ·
Biblis ·
Birkenau ·
Bürstadt ·
Einhausen ·
Fürth ·
Gorxheimertal ·
Grasellenbach ·
Groß-Rohrheim ·
Heppenheim (Bergstraße) · 
Hirschhorn (Neckar) · 
Lampertheim · 
Lautertal (Odenwald) · 
Lindenfels · 
Lorsch ·
Mörlenbach ·
Neckarsteinach ·
Rimbach ·
Viernheim ·
Wald-Michelbach ·
Zwingenberg